# Wik (Quiel)
Wik é uma cidade na Alemanha localizada na região de Quiel. Sua população é de 18 813 habitantes (2014).